# José Devaca
José Ricardo Devaca Sánchez (Capiatá, Paraguay, 18 de septiembre de 1982) es un exfutbolista paraguayo. Jugaba de defensor central y su último equipo fue el Club Atlético Banfield de la Primera División de Argentina. 
Actualmente se desempeña como segundo entrenador del The Strongest de la Primera División de Bolivia
Debutó en el año 2000 en Cerro Porteño. También jugó en Udinese Calcio, San Lorenzo de Almagro, Club Libertad y Godoy Cruz Antonio Tomba.
Tal vez el gol más importante de su carrera fue aquel que le marcó a Brasil el 25 de enero de 2004, en Chile, en el Torneo Preolímpico Sudamericano Sub-23 por la Clasificación a los Juegos Olímpicos de Atenas. Ese tanto (1-0) posibilitó la clasificación a dicha competición.

## Participaciones en Copa América
| Eurocopa          | Sede | Resultado   |
| ----------------- | ---- | ----------- |
| Copa América 2004 | Perú | 4° de final |

## Clubes
| Club              | País      | Año       |
| ----------------- | --------- | --------- |
| Cerro Porteño     | Paraguay  | 2000-2001 |
| Udinese           | Italia    | 2001-2002 |
| Cerro Porteño     | Paraguay  | 2002      |
| San Lorenzo       | Argentina | 2003      |
| Cerro Porteño     | Paraguay  | 2003-2004 |
| Udinese           | Italia    | 2004      |
| Libertad          | Paraguay  | 2005      |
| Cerro Porteño     | Paraguay  | 2006      |
| Godoy Cruz        | Argentina | 2006-2007 |
| Banfield          | Argentina | 2007-2012 |
| Rubio Ñu          | Paraguay  | 2012-2013 |
| Deportivo Capiatá | Paraguay  | 2013      |
| Banfield          | Argentina | 2013-2014 |

## Palmarés

### Torneos internacionales
| Título                               | Equipo                       | Sede   | Año  |
| ------------------------------------ | ---------------------------- | ------ | ---- |
| Medalla de plata en Juegos Olímpicos | Selección Sub-23 de Paraguay | Atenas | 2004 |
| Medalla de plata en Preolímpico      | Selección Sub-23 de Paraguay | Chile  | 2004 |

#### Campeonatos nacionales
| Título             | Club     | País      | Año      |
| ------------------ | -------- | --------- | -------- |
| Primera División   | Banfield | Argentina | A - 2009 |
| Primera B Nacional | Banfield | Argentina | 2013/14  |